# املن
املن (به فرانسوی: Ammelne) یک منطقهٔ مسکونی در مراکش است که در سوس ماسه درعه واقع شده‌است.

## خصوصیات
املن ۴٬۲۸۱ نفر جمعیت دارد.